# Hombre del Catalanense
La Industria Catalanense es la denominación que recibe una cultura prehistórica que existió en el territorio del actual Uruguay, alguna vez llamada Hombre del Catalanense cientos de años antes que los charrúas.

Fueron las primeras poblaciones humanas registradas en el país, las cuales se desarrollaron hace unos 8.000 a 10.000 años atrás.

## Generalidades

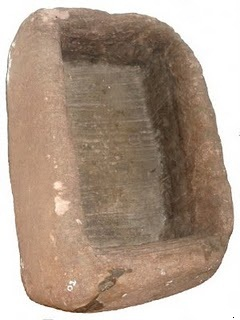
Herramienta de piedra perteneciente al Hombre del Catalanense

Dicha cultura fue descubierta por el Cr. Antonio Taddei y el profesor Jorge Chebataroff en 1955 en el departamento de Artigas; dejando al descubierto los yacimientos (talleres de cazadores) de recolectores en las márgenes del arroyo Catalán Chico y en las laderas de los cerros circundantes. Estos sitios corresponden a terrazas de basalto con afloramientos de cuarcita. La zona acapara vastas zonas de dicho arroyo en su curso alto, próximo a sus nacientes en la Cuchilla de Belén. En un área que comprende 27 km² se localizaron 18 yacimientos principales, que rindieron casi 20.000 piezas líticas de recolección superficial.

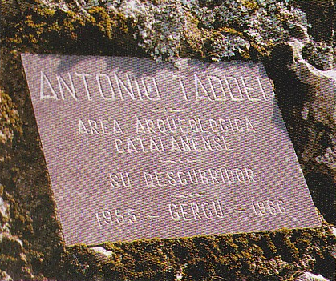
Placa homenaje en Arroyo Catalan

La primera comunicación de esa existencia, avalada en una gran cantidad de sitios arqueológicos en el Norte del país, fue revelada en un Congreso Internacional de Americanistas, según los criterios de la época, a estos restos arqueológicos los relacionaron con las industrias líticas del Paleolítico Inferior Europeo. 
Esas definiciones fueron discutidas y modificadas por Taddei, quien la denominó como Industria Catalanense y le concedió la categoría de la ocupación más antigua del Uruguay. Cazadores-colectores primitivos, como demostraron ser por los materiales de sus yacimientos, Taddei y compañeros les concedieron como datación relativa entre los 12.000 y los 10.000 años. Luego de ciertos descubrimientos arqueológicos se redujo la edad a los 8.000-10.000 años.Fueron referencia en la arqueología regional americana durante la década de 1960-1970.
La materia prima utilizada con preferencia (99%), es la arenisca solidificada proveniente del paleo-desierto de Tacuarembó. El 1% restante corresponde a la calcedonia. La arenisca aparece en forma de rodados (o guijarros) entre los cauces fluviales y también como filones que afloran sobre las terrazas estructurales del dominante basalto local. La industria es de apariencia rústica y primitiva pero posee buenos retoques a percusión. En alguna fase más tardía se localizaron perforadores y muescas hechas a presión. El 86% son artefactos elaborados sobre lascas, un 13% sobre núcleos y 1% sobre guijarros. Son escasas y fortuitas las laminas y prácticamente inexistentes las hojas. En el Catalanense son frecuentes las raederas, los raspadores y las muescas, pero no aparecen las puntas de flecha. 
A partir de los trabajos realizados en el Arroyo Catalán Chico diferentes autores identificaron yacimientos similares, en zonas bien distantes como el Valle Edén en Tacuarembó, la Sierra de la Aurora en Rivera, Sierra Acegua en Cerro Largo y Sierra de la Ballena en Maldonado.
Una segunda industria denominada Cuareimense fue identificada por Bormida en 1964, en cuatro sitios de la región del Río Cuareim: Carape, Guaviyu, Artigas y Perao. Este autor define el material lítico hallado como una verdadera industria de nódulos, siendo sus responsables grupos más evolucionados que los del Catalanense. También afirma que presentan una economía basada en una paleo-agricultura y por lo tanto serían proto-agricultores. La ocupación humana a orillas del Río Cuareim se habría dado 7.000 años atrás.

## Interpretaciones actuales
Los sitios del arroyo Catalán Chico, son interpretados como sitios canteras y talleres, 
utilizados por diferentes grupos prehistóricos para abastecerse de arenisca silicificada, la que se puede encontrar con gran facilidad.

## Fuente
- Miguel CARBAJAL (2007). «El País]] y sus 19 departamentos: Artigas.». Biblioteca del Parlamento El País (Uruguay).